# Gabriel Agustí Estevan
Gabriel Agustí Esteban (Barcelona, España, 1931) es un actor de teatro y cine español, ha interpretado múltiples personajes durante su carrera profesional.

## Biografía
Ya de estudiante, en el instituto de teatro, su profesor Bartolomé Olsina lo propuso para interpretar el papel protagonista en el drama Mónica a dejá de Josep María Ribes y con el teatro de cámara Colombe d’Anouilh actuó también en Criado de dos amos de Goldoni, allí conoció a Pablo Garsaball. Protagonizó El castigo sin venganza de Lope de Vega. En los años 50 actuó con Adolfo Marsillach, con el que debutó en Madrid el año 1958 .
Trabajó después con Lili Moratti y en el Teatro Infanta Isabel. Estrenó las comedias Sospecha de Agatha Christie y Crimen contra reloj.
En Barcelona, actuó con Josefina Guell en Ocúpate de Amelia y también con la compañía de Alejandro Ulloa donde actuó en obras como Cyrano de Bergerac, Hamlet, La vida es sueño, El llavín , Pariente lejano sin sombrero y Otelo en el papel de Yago.
Protagonizó La soga de Patrick Hamilton y fue pareja de Marta Padován en La noia del bosc. En los años 60 fue contratado por Luis Escobar haciendo una gira en la que interpretó al “Director” de Seis personajes en busca de autor, de Pirandello, luego en Madrid estrenó Yerma y Los papeles de Aspern con Enrique Diosdado.
Posteriormente entró como galán, en la compañía Lope de Vega. Interpretó El sobrino del cardenal de España, actuó en el papel de Frondoso en Fuenteovejuna y el de Tomás Becket en la obra Becket o el honor de Dios.
También estrenó Bodas de sangre y en el Festival de Venecia actuó en Fuenteovejuna. Volvió a Barcelona con Enrique Guitart y Elena María Tejeiro, con Champán complex, tuvo un tremendo éxito, así como con Crimen a la siciliana.
En los años 70 hizo por primera vez en Barcelona café teatro junto con Marta Padován. Estrenó No muerdas la manzana de tu prójimo y Domesticar a una mujer de paso. Fue contratado por Cassen para hacer Las chicas de vía Venetto en la cual cantó y bailó en el ballet de Ricardo Ferrante.
Actuó en No más sexo por favor somos ingleses, con Artur Caps, dirigido por José María Loperena en el Teatro Poliorama, luego en el Moratín, Tiempo de espadas con Sancho Gracia y Sé infiel y no mires con quien , otra vez en el Poliorama. Luego fue al Teatro Romea, con Pastor Serrador y Marta Padovan, para representar Donde duermen dos duermen tres. En No hay peor sordo…., de Tirso de Molina, fue primer actor con la compañía de la Asociación de Actores.
Ha intervenido en más de 150 obras teatrales entre las que cabe destacar Yerma y Bodas de sangre, con la Compañía José Tamayo, compañía con la que ha hecho todas las comedias del teatro clásico desde Calderón a Lope de Vega. También formó parte de la Compañía Adolfo Marsillach donde destacó en la obra George y Margaret. 

### Cine, televisión doblaje
En televisión ha hecho más de 500 programas tanto en TVE como en TV3. Cabe destacarlo en Estudio 1, Doctor Caparrós, medicina general, Sospecha, La muerte llama a las 10, Teatro de siempre.
En cine debutó con El fugitivo de Amberes (1955) dirigida por Miguel Iglesias. Desde entonces ha participado en diversos films destacando Poveri millionari de Dino Risi y las películas de Carlos Benpar: Escapada final, De mica en mica s'omple la pica, Capitán Escalaborns y El cazador furtivo.
A partir de los 80 trabajó en doblaje de películas combinándolo con diversos papeles en cine y televisión.

## Vida personal y familiar
Tuvo problemas de salud en 2005 y 2007, salió airoso de ellos y ahora se dedica a los perros y gatos por los que siente gran cariño. Comparte la vida privada con Maribel Álvarez, locutora que fue de Radio Juventud y Radio Nacional de España hasta su jubilación.